# Антитромбін
Попередник антитромбіну III (англ. Serpin family C member 1) – білок, який кодується геном SERPINC1, розташованим у людей на короткому плечі 1-ї хромосоми.  Довжина поліпептидного ланцюга білка становить 464 амінокислот, а молекулярна маса — 52 602.
| 10         |  | 20         |  | 30         |  | 40         |  | 50         |
| ---------- |  | ---------- |  | ---------- |  | ---------- |  | ---------- |
| MYSNVIGTVT |  | SGKRKVYLLS |  | LLLIGFWDCV |  | TCHGSPVDIC |  | TAKPRDIPMN |
| PMCIYRSPEK |  | KATEDEGSEQ |  | KIPEATNRRV |  | WELSKANSRF |  | ATTFYQHLAD |
| SKNDNDNIFL |  | SPLSISTAFA |  | MTKLGACNDT |  | LQQLMEVFKF |  | DTISEKTSDQ |
| IHFFFAKLNC |  | RLYRKANKSS |  | KLVSANRLFG |  | DKSLTFNETY |  | QDISELVYGA |
| KLQPLDFKEN |  | AEQSRAAINK |  | WVSNKTEGRI |  | TDVIPSEAIN |  | ELTVLVLVNT |
| IYFKGLWKSK |  | FSPENTRKEL |  | FYKADGESCS |  | ASMMYQEGKF |  | RYRRVAEGTQ |
| VLELPFKGDD |  | ITMVLILPKP |  | EKSLAKVEKE |  | LTPEVLQEWL |  | DELEEMMLVV |
| HMPRFRIEDG |  | FSLKEQLQDM |  | GLVDLFSPEK |  | SKLPGIVAEG |  | RDDLYVSDAF |
| HKAFLEVNEE |  | GSEAAASTAV |  | VIAGRSLNPN |  | RVTFKANRPF |  | LVFIREVPLN |
| TIIFMGRVAN |  | PCVK       |  |            |  |            |  |            |

A: Аланін

C: Цистеїн

D: Аспарагінова кислота

E: Глутамінова кислота

F: Фенілаланін

G: Гліцин

H: Гістидин

I: Ізолейцин

K: Лізин

L: Лейцин

M: Метіонін

N: Аспарагін

P: Пролін

Q: Глутамін

R: Аргінін

S: Серин

T: Треонін

V: Валін

W: Триптофан

Цей білок за функціями належить до інгібіторів серинових протеаз. 
Задіяний у таких біологічних процесах як зсідання крові, гемостаз. 
Білок має сайт для зв'язування з молекулою гепарину. 
Секретований назовні.